# 엘키강

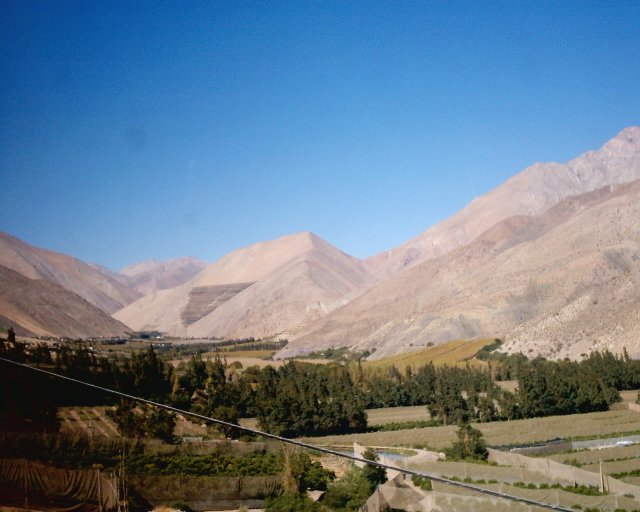
엘키 계곡의 밭

엘키강은 칠레에 위치한 강이다. 안데스산맥 서쪽에서 발원하여, 태평양으로 흘러들어가는 강 중 하나이다. 칠레의 도시인 라세레나를 지난다. 이 지역은 포도주와 피스코의 생산지이다. 비쿠냐도 엘키 계곡의 주요 도시이다. 이 도시는 1945년 노벨 문학상 수상자 가브리엘라 미스트랄의 고향이기도 하다.

## 같이 보기
- 피스코 카펠